# Джордже Сіміон
Джордже Ніколае Сіміон (рум. George Simion; нар. 21 вересня 1986) — румунський правий політик та громадський активіст. Він є президентом Альянсу за об'єднання румунів (AUR), румунської політичної партії, яка набула популярності після несподівано сильного результату на парламентських виборах у Румунії 2020 року. З 2011 року має заборону на в'їзд до України через свою антиукраїнську діяльність.

## Кар'єра
Сіміон навчався в Національному коледжі Георге Лазара, Бухарестському університеті та Університеті Александру Іоана Кузи, закінчивши останній зі ступенем магістра історії. Після навчання він розпочав кампанію за об'єднання Молдови та Румунії, і з того часу створив і організував низку асоціацій та заходів з цією метою, такі як «Дія 2012», «Альянс за сторіччя» та «Марш сторіччя», а також брав участь у кількох протестах, а також демонстрації на підтримку молдован та їхніх прав. У зв'язку з цим йому кілька разів забороняли в'їзд до Молдови в минулому, і зараз йому заборонено в'їзд до країни як персоні нон ґрата.
У 2019 році Сіміон почав брати участь у політиці, балотуючись як незалежний кандидат на виборах до Європейського парламенту 2019 року в Румунії, на яких він отримав 117 141 голос. Після цього 19 вересня 2019 року була заснована партія AUR, президентом якої є Сіміон. Хоча проголошеною метою партії є об'єднання румунського етносу, її звинувачують у ультраправій орієнтації. AUR привернула національну та міжнародну увагу після несподівано високих результатів на парламентських виборах у Румунії 2020 року.
Сіміон брав участь у кількох публічних конфліктах, зокрема AUR підтримувала двох колишніх військових офіцерів, які нібито репресували революціонерів під час Румунської революції 1989 року, потрапили до румунського парламенту.

### Участь у виборах
Взяв участь у президентських виборах 2024 року як висуванець від своєї партії. У першому турі посів четверте місце, набравши 1 281 325 (13,86 %) голосів. У другому турі підтримав ультраправого проросійського кандидата Келіна Джорджеску.

## Позиція щодо України
У 2011 році Служба безпеки України оголосила про заборону на в'їзд Джордже Сіміону в Україну через його антиукраїнську діяльність, спрямовану на заперечення українських кордонів і поширення дезінформації про утиски румунської меншини.
Після широкомасштабного російського вторгнення в Україну Сіміон назвав російського президента Володимира Путіна військовим злочинцем і заявив, що міжнародних санкцій проти Росії «недостатньо». Водночас Сіміон виступив проти додаткової військової допомоги Україні та висловив сподівання, що обраний президент США Дональд Трамп зможе припинити конфлікт. Також за інформацією румунських ЗМІ Сіміону ще з 2018 року заборонено в'їзд до Молдови.